# HCCI
HCCI - Homogeneous charge compression ignition - "kompresijski vžig homogene mešanice" je tip batnega motorja z notranjim zgorevanjem pri katerem se mešanico stisne do tlaka (in temperature) pri katerem se sama vžge - avtovžig (oz. kompresijski vžig). 
Bencinski motor HCSI lastnosti: HC (homogeneous charge) - homogena mešanica in SI (spark ignition) - vžig s pomočjo svečke. Dizelski motor pa SCCI lastnosti: SC (stratified charge) - pri katerem se vbrizga gorivo tik pred vžigom (da ne pride do klenkanja) in CI (compression ignition) - kompresijki vžig (avtovžig)
HCCI motor združuje lastnosti bencinskega - HC homogena mešanica in dizelskega motorja - kompresijski vžig CI. HCCI motorji imajo manjšo porabo goriva in manjše emisije. 